# Exocarpos humifusus
Exocarpos humifusus, também conhecido como cereja-nativa da montanha, é um pequeno membro arbustivo da família Santalaceae, todos eles hemiparasitas . Exocarpos humifusus é um arbusto anão que se vai alastrando com caules lenhosos, com pequenos frutos secos que crescem sobre um caule vermelho carnudo, daí o nome comum de cereja-nativa.

## Habitat e distribuição
Exocarpos humifusus é endémica da Tasmânia. Ela cresce abundantemente acima dos 1300 metros, em áreas sub-alpinas e alpinas. Encontra-se crescendo sobre as superfícies das rochas em planaltos de montanha e picos em toda a Tasmânia.

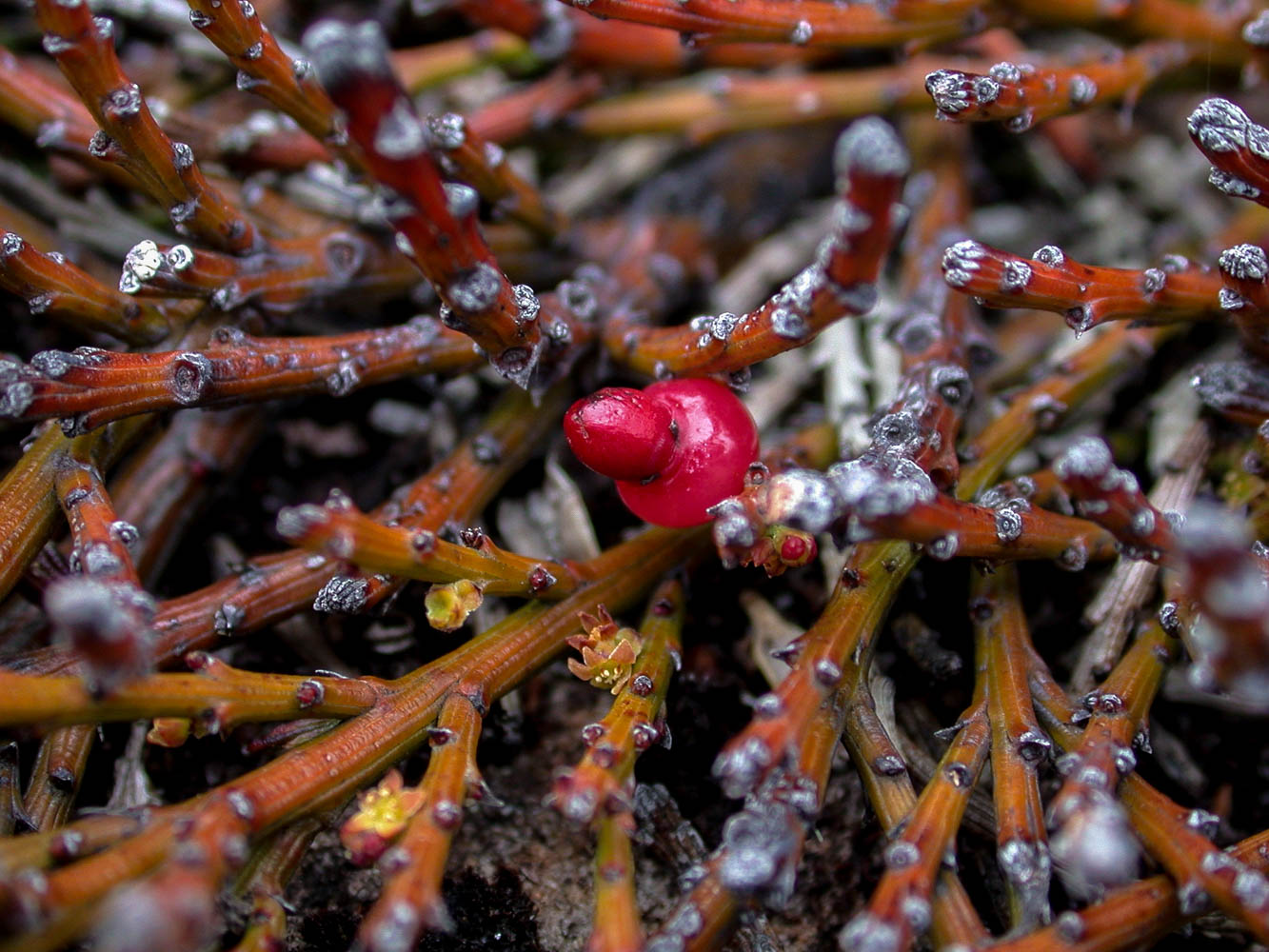
Caules e frutos de E. humifusus
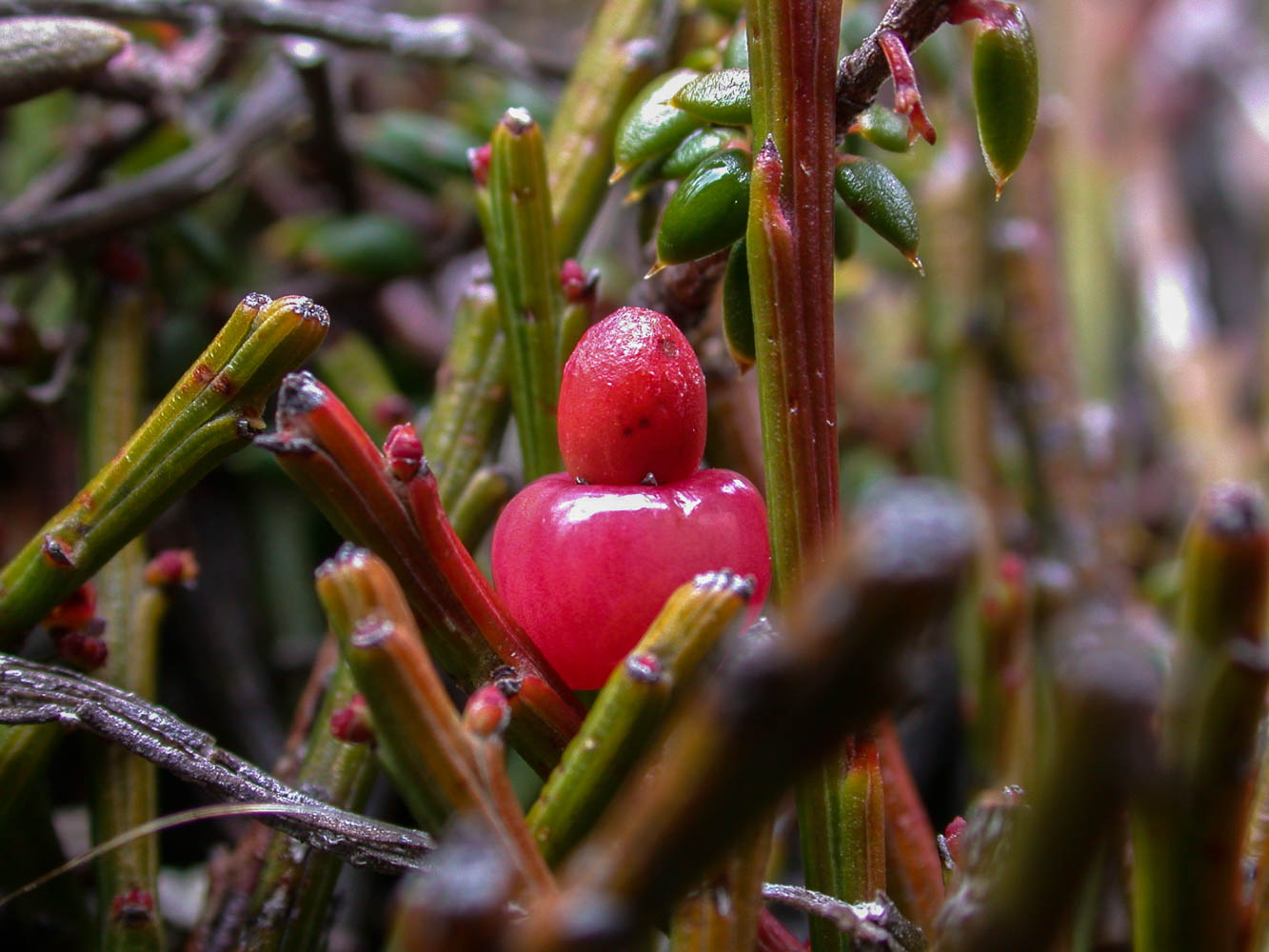
Fruta
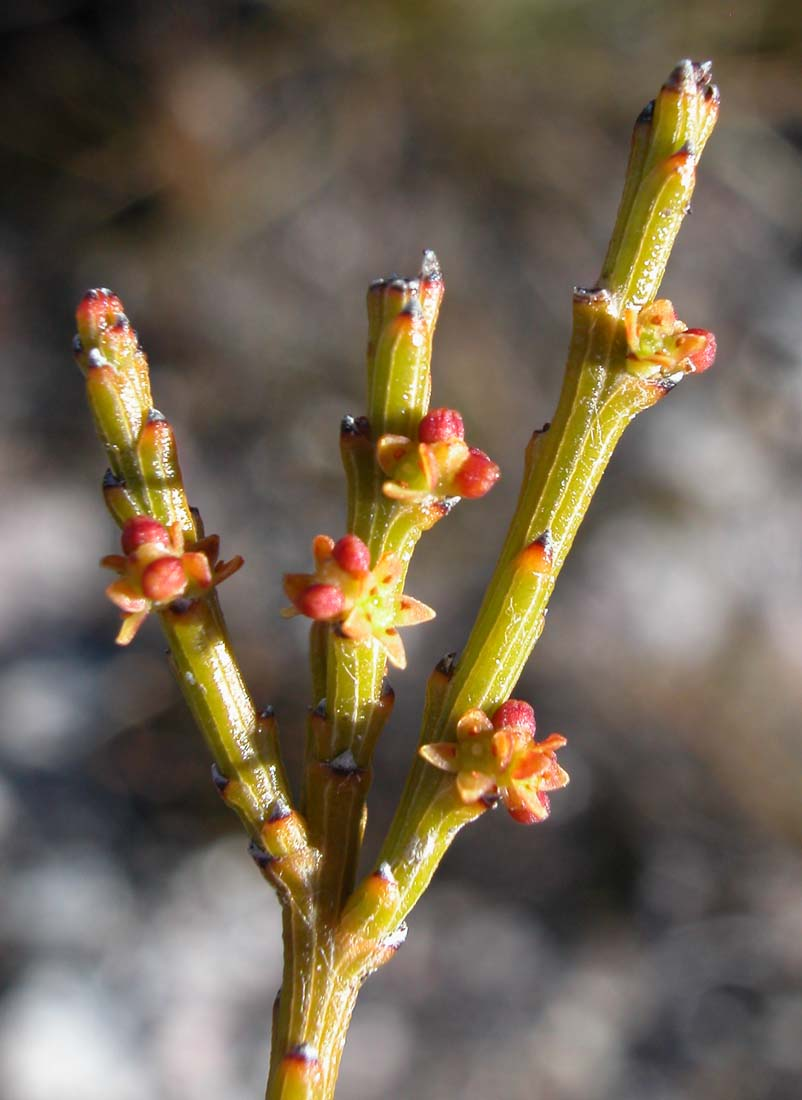
Caules, folhas e flores